# Грейнер, Грейсон
Грейсон Джеймс Грейнер (англ. Grayson James Greiner, 11 октября 1992, Колумбия, Южная Каролина) — американский бейсболист, кэтчер клуба Главной лиги бейсбола «Детройт Тайгерс».

## Биография
Грейсон Грейнер родился 11 октября 1992 года в Колумбии в штате Южная Каролина. Он окончил старшую школу в Блайтвуде, играл за её бейсбольную команду. С 2009 по 2011 год он входил в состав символической сборной звёзд Южной Каролины турнира уровня AAAA. На момент окончания школы Грейнер занимал пятое место среди представителей Южной Каролины в рейтинге журнала Baseball America.

### Любительская карьера
В 2012 году Грейнер начал выступления в составе команды Южно-Каролинского университета. В дебютном сезоне он принял участие в 62 матчах, отбивая с эффективностью 22,2 %. По итогам года он был включён в символическую сборную новичков NCAA. Также Грейнер был вызван в состав студенческой сборной США, но сыграть за неё не смог из-за травмы колена. В 2013 году он сыграл в 57 матчах, показатель отбивания в которых составил 29,8 %. Он снова был вызван в состав студенческой сборной США, а также претендовал на Джонни Бенч Эворд, награду лучшему кэтчеру I дивизиона NCAA.
В сезоне 2014 года Грейнер принял участие в 60 играх, отбивая с эффективностью 31,1 %. По итогам турнира его включили в состав сборной звёзд конференции SEC по игре в защите. Он второй год претендовал на Джонни Бенч Эворд, а также назывался в числе претендентов на награду Голден Спайкс, вручаемую лучшему бейсболисту-любителю в США. После завершения сезона Грейнер вошёл в число ста лучших молодых игроков по версиям сайтов Perfect Game USA и ESPN. На драфте Главной лиги бейсбола 2014 года он был выбран клубом «Детройт Тайгерс» в третьем раунде.

### Профессиональная карьера
При подписании контракта Грейнер получил бонус в размере 500 тысяч долларов. Сезон 2014 года он провёл в составе «Вест Мичиган Уайткэпс», где в 104 появлениях на бите отбивал с эффективностью 32,2 %. Чемпионат он завершил досрочно из-за травмы левой руки, а в межсезонье Грейнеру сделали операцию на бедре. По итогам 2014 года он занял восьмое место в рейтинге лучших игроков фарм-системы «Детройта» по версии сайта Baseball Prospectus. Весной 2015 года он получил приглашение на предсезонные сборы с основным составом «Тайгерс». Сезон 2015 года Грейнер провёл в составе «Лейкленд Флайин Тайгерс». Его показатель отбивания в первом полном сезоне на профессиональном уровне составил всего 18,9 %. В 2016 году он выступал за три разных команды фарм-системы «Дейтрота», к концу чемпионата продвинувшись до уровня AAA-лиги. Его итоговый показатель отбивания составил 29,3 %, Грейнер выбил семь хоум-ранов и набрал 42 RBI. После окончания сезона он сыграл в двенадцати матчах в Аризонской осенней лиге.
Большую часть сезона 2017 года Грейнер провёл в AA-лиге, где сыграл 98 матчей за «Эри Сивулвс». В этих играх его атакующая эффективность составила 24,1 %, он выбил 14 хоум-ранов. В конце сезона он был переведён в «Толидо Мад Хенс» из AAA-лиги. В ноябре «Тайгерс» включили Грейнера в расширенный состав команды. Весной 2018 года он сыграл семнадцать матчей за «Мад Хенс», после чего, в начале мая, был переведён в основной состав Детройта и дебютировал в Главной лиге бейсбола. До конца регулярного чемпионата он сыграл за команду в тридцати матчах. После завершения сезона клуб отказался от продления контракта с Джеймсом Макканном, после чего Грейнер стал главным претендентом на место стартового кэтчера «Тайгерс». 
В первой части сезона 2019 года Грейнер принял участие в 43 матчах команды, но на бите играл слабо, отбивая с эффективностью всего 16,1 %. В июне он был переведён в список травмированных из-за болей в спине. По результатам обследования были выявлены проблемы с позвоночником, реабилитация заняла два с половиной месяца. После возвращения в состав Грейнер делил игровое время с новичком Джейком Роджерсом. В 2020 году он выполнял роль дублёра для Остина Ромайна, отбивая с эффективностью 11,8 %. В сентябре Грейнера в составе команды заменил Эрик Хаасе.